# Энтр
Энтр (фр. и окс. Intres) — коммуна во Франции, находится в регионе Рона — Альпы. Департамент коммуны — Ардеш. Входит в состав кантона Сен-Мартен-де-Валама. Округ коммуны — Турнон-сюр-Рон.
Код INSEE коммуны — 07103.

## Население
Население коммуны на 2008 год составляло 116 человек.
| 1962 | 1968 | 1975 | 1982 | 1990 | 1999 | 2008 |
| ---- | ---- | ---- | ---- | ---- | ---- | ---- |
| 149  | 199  | 188  | 143  | 136  | 122  | 116  |

## Экономика
В 2007 году среди 77 человек в трудоспособном возрасте (15—64 лет) 54 были экономически активными, 23 — неактивными (показатель активности — 70,1 %, в 1999 году было 70,7 %). Из 54 активных работали 49 человек (29 мужчин и 20 женщин), безработных было 5 (2 мужчин и 3 женщины). Среди 23 неактивных 2 человека были учениками или студентами, 13 — пенсионерами, 8 были неактивными по другим причинам.

## Фотогалерея

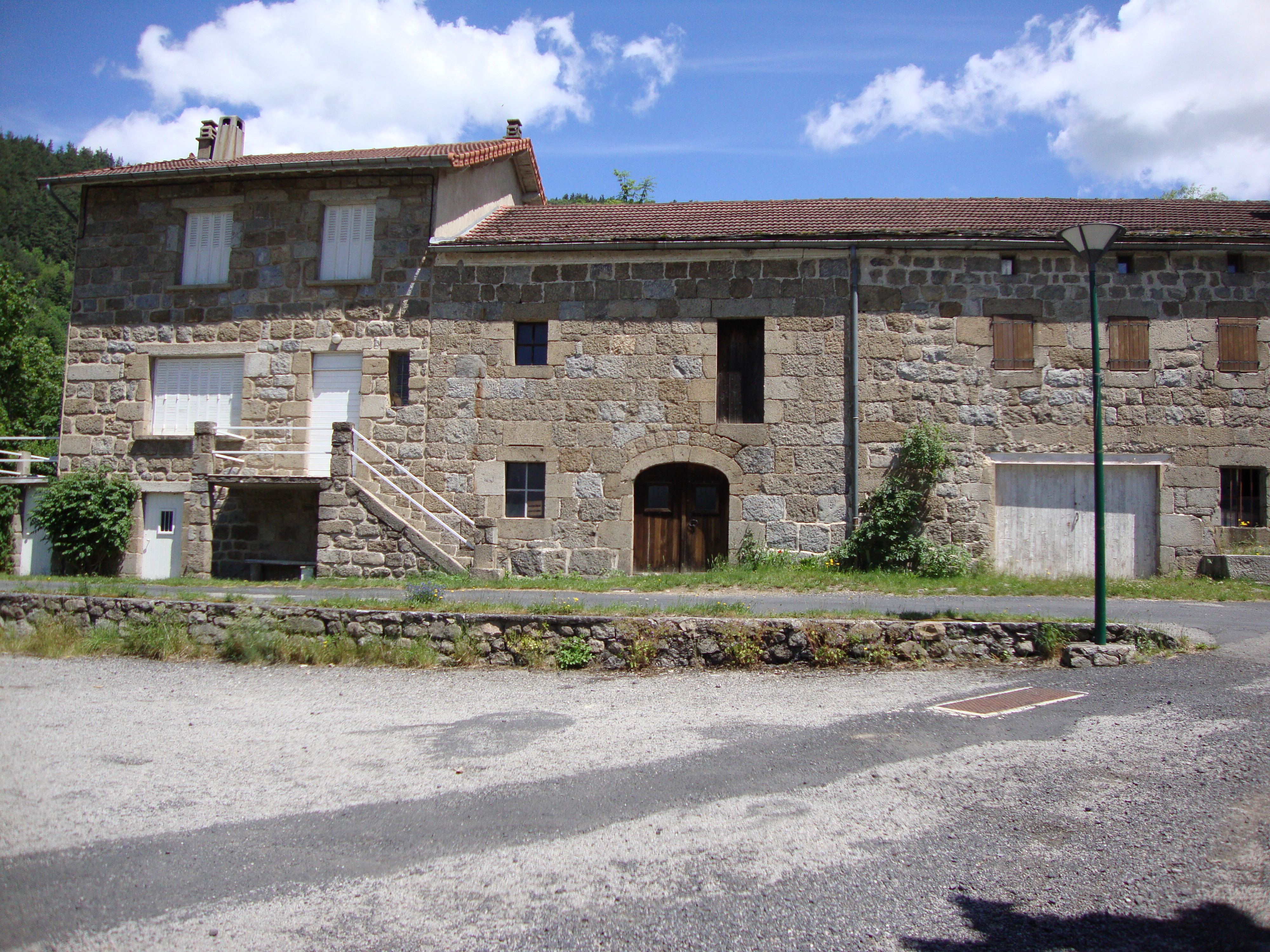
Мэрия
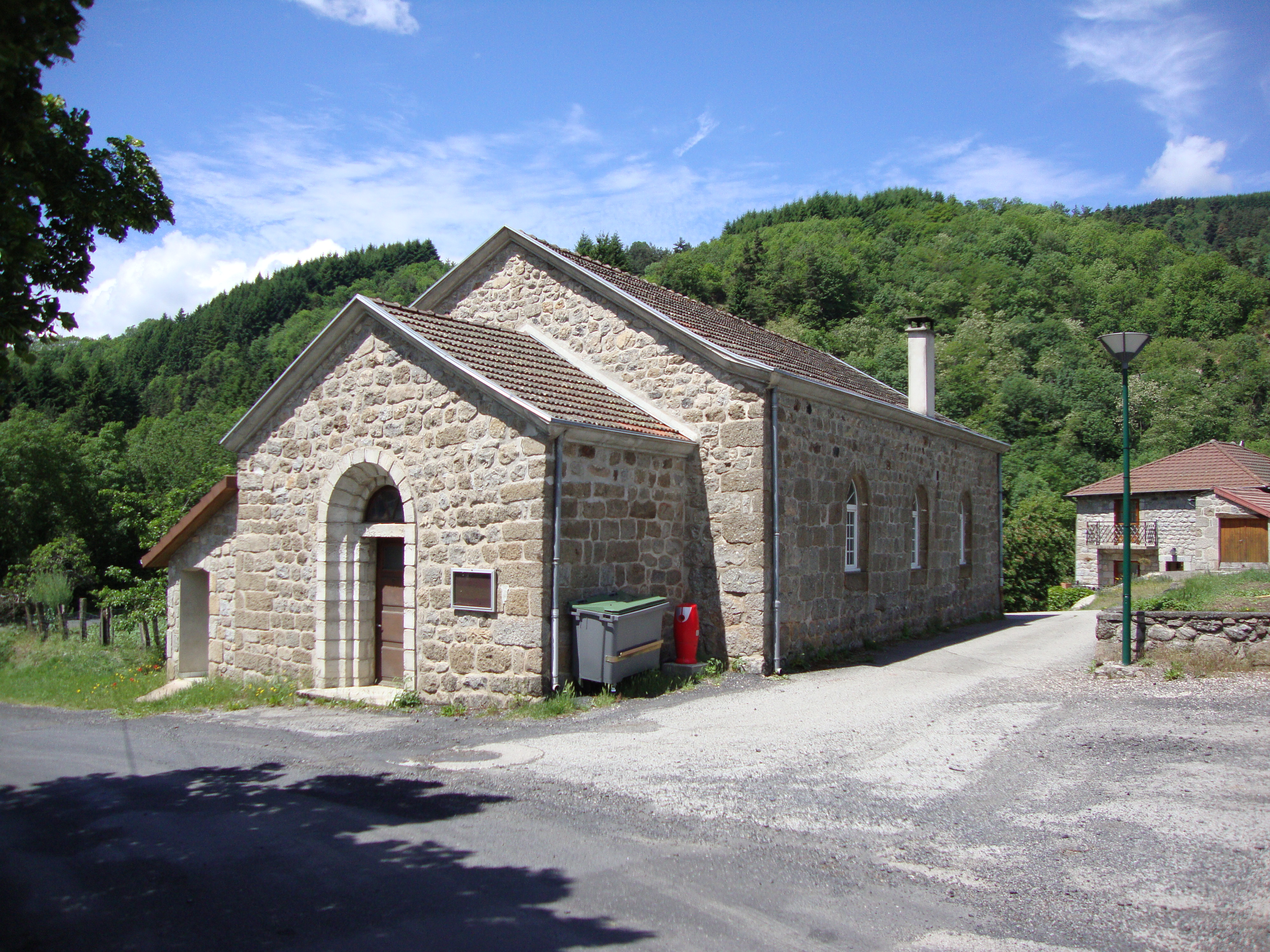
Протестантская церковь
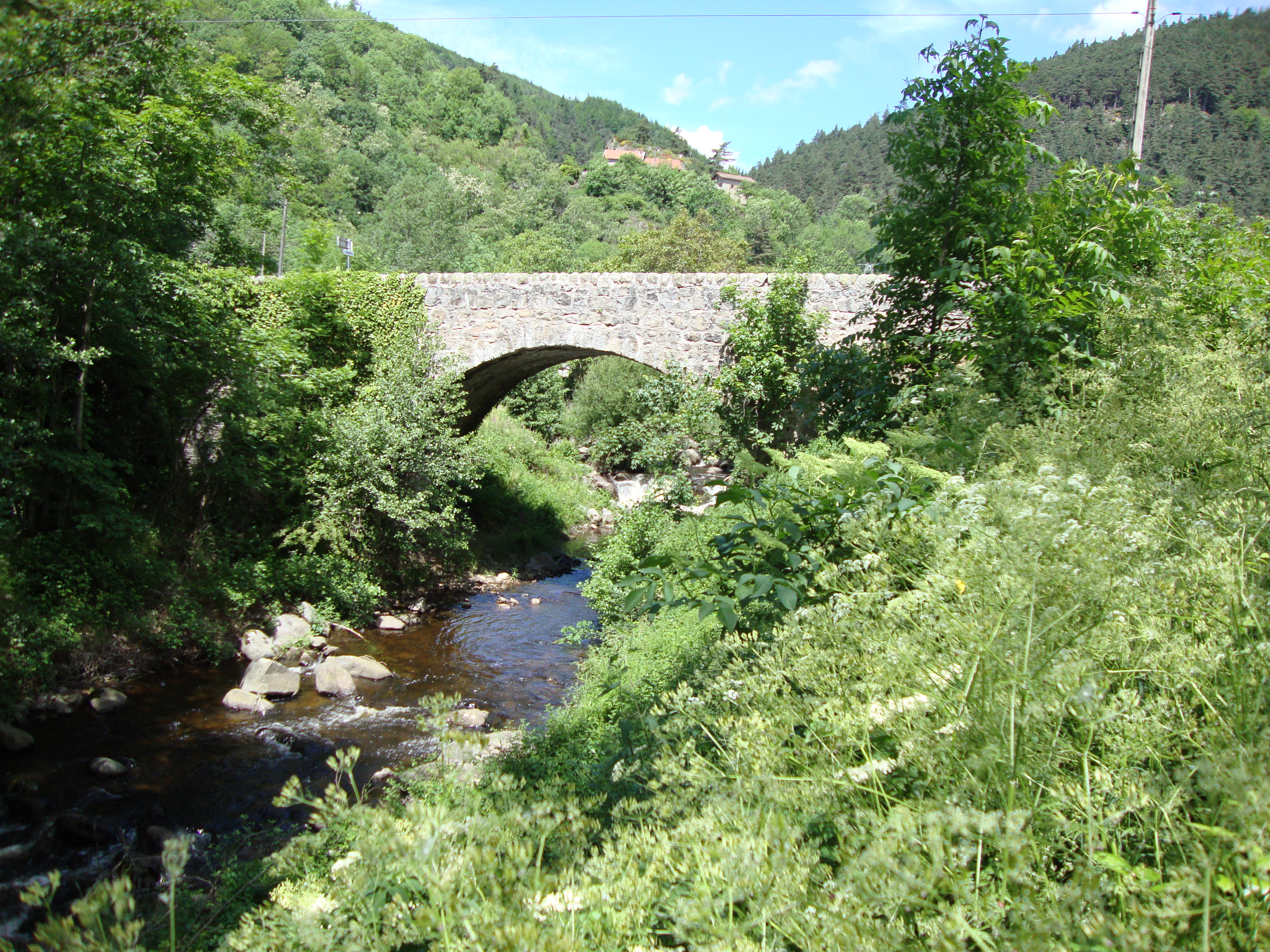
Мост через реку Эйрьё
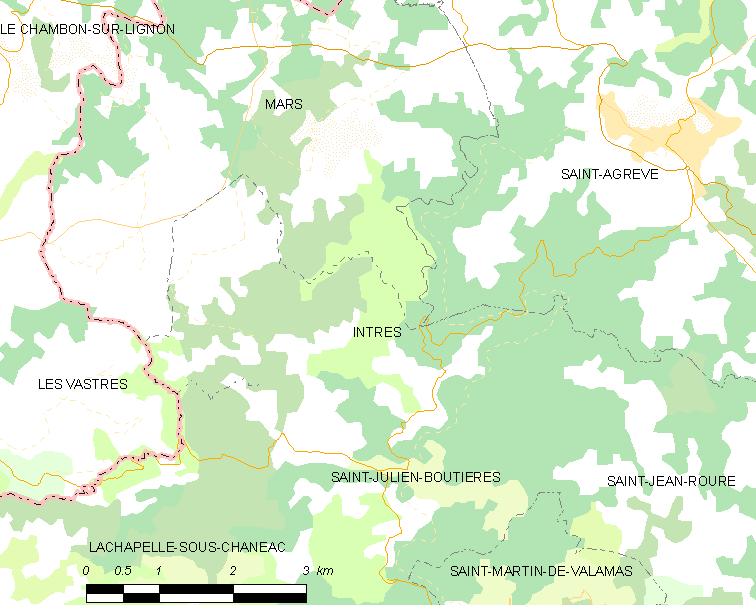
Карта коммуны